# Chasmoptera huttii
Chasmoptera huttii is een insect uit de familie van de Nemopteridae, die tot de orde netvleugeligen (Neuroptera) behoort. 
Chasmoptera huttii is voor het eerst wetenschappelijk beschreven door Westwood in 1848.